# 截形三角波魚
截形三角波魚（学名：Trigonostigma truncata），俗稱三角燈、正三角燈，體長可達3～4公分，本種曾隸屬於黑斑三角波魚下的一種，在2020後被正式描述為獨立的物種，可透過身形比較細長傾斜和臀鰭上橙紅色分佈的有無去分辨以及截形三角波魚側面的一塊藍黑色三角形斑紋上相接一條黑線軸向後延伸但並未到達尾柄，且尾柄是呈橙紅色一小塊，以上的特徵來將兩者區分開來。

## 分布
本魚分布馬來半島東北海岸、泰國南部，從泰國南部陶公府到馬來西亞的登嘉樓州的溪流和泥炭沼澤。